# Himi
Himi (japanska: 氷見市?, Himi-shi) är en stad i Toyama prefektur i Japan. Staden fick stadsrättigheter 1952.  I Himi finns en botanisk trädgård specialiserad på havsnära växter.

## Externa länkar

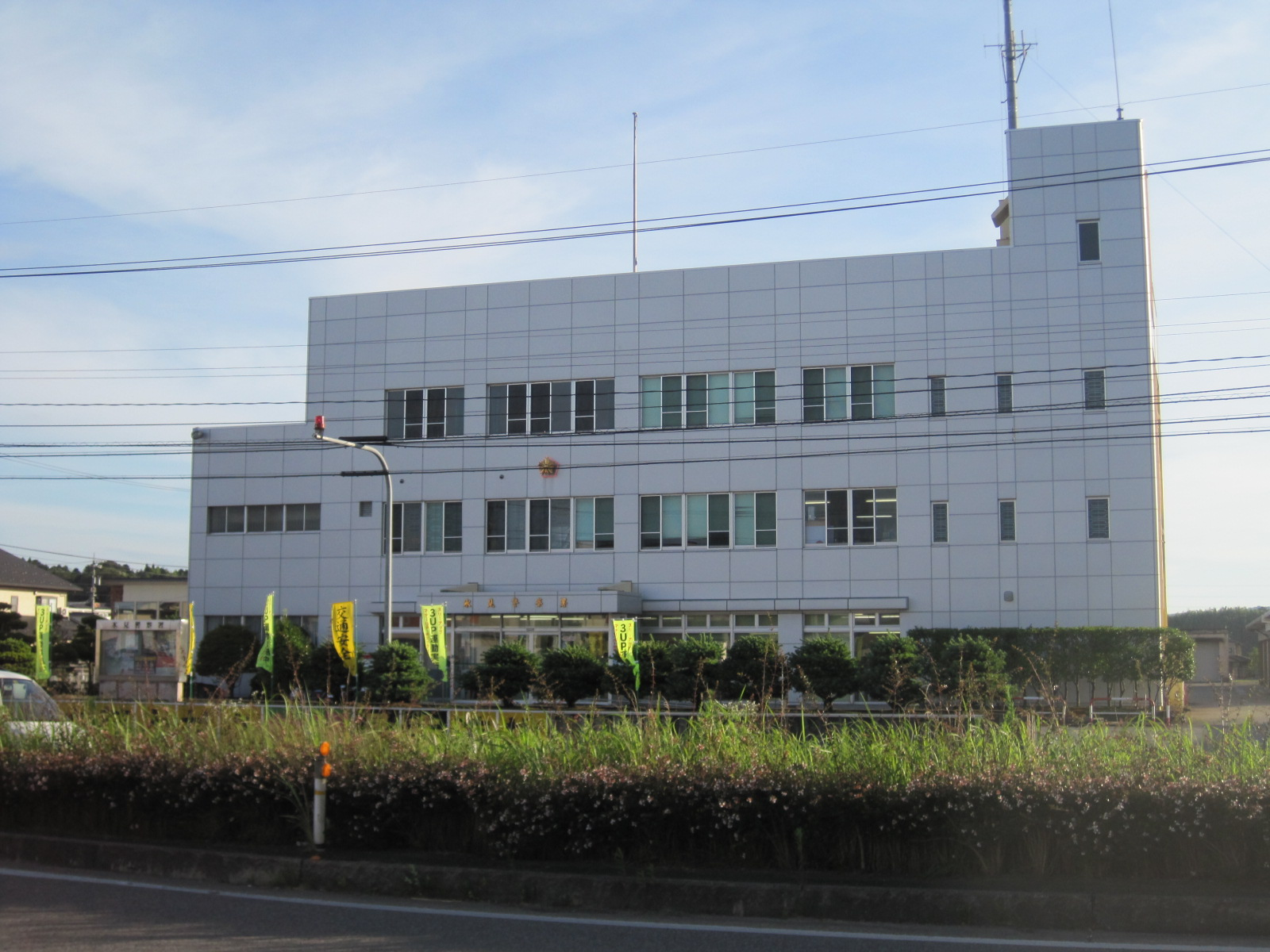
Polisstation i Himi